# 动态范围
动态范围（英語：dynamic range）是可变化信号（例如声音或光）最大值和最小值的比值。也可以用以10为底的对数（分贝）或以2为底的对数表示。

## 攝影中的應用
在攝影的應用中動態範圍指的是感光元件最光可記錄的高光資訊，與機底噪點之間的空間。對攝影師而言，不同的ISO設定會影響到動態範圍在記錄高光及暗部時的噪點表現。與曝光寬容度有所區別。